# استان سلیمانیه
استان سلیمانیه (به کردی: پارێزگای سلیمانی) (به عربی: محافظة سلیمانیه) از استان‌های کردنشین کشور عراق، واقع در منطقه خودگردان کردستان است. سلیمانیه به همراه استان‌های اربیل، حلبچه و دهوک چهار استان کردستان عراق را تشکیل می‌دهند.
بیشتر ساکنان سلیمانیه کردهای سنی‌مذهب هستند و تعداد کمی از آن‌ها کردهای فیلی شیعه هستند.

## جغرافیا

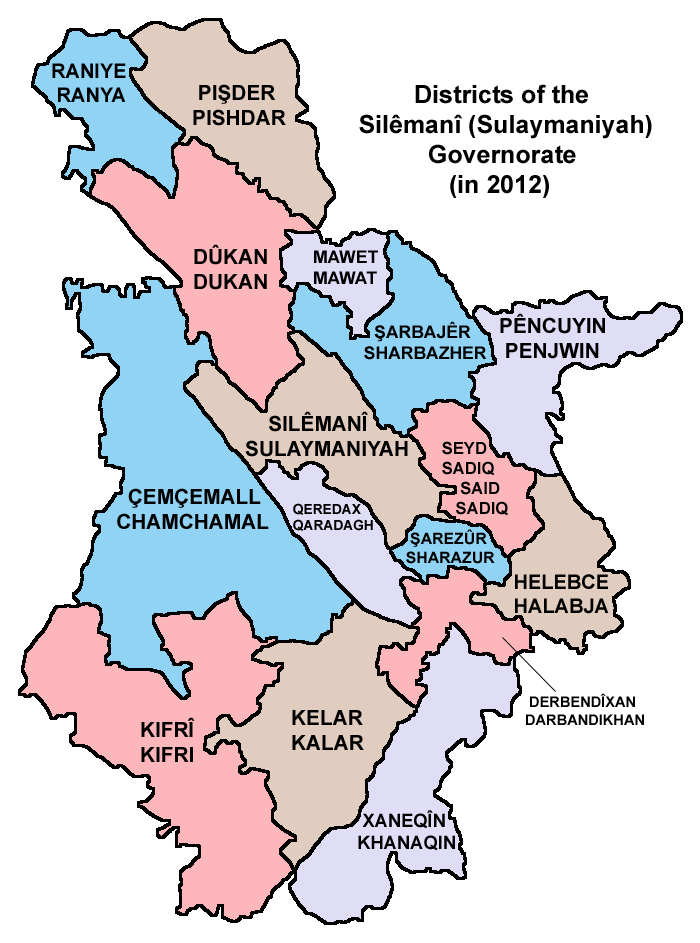
شهرستان‌های استان سلیمانیه

استان سلیمانیه در شمال شرقی عراق قرار گرفته است. مرکز آن شهر سلیمانیه می‌باشد. از شهرهای دیگر این استان می‌توان از چمچمال و قلعه‌دیزه را نام برد.
استان سلیمانیه به سیزده شهرستان تقسیم شده است که عبارتند از: چمچمال، دربندخان، دوکان، ماوت، پنجوین، پشدر، قره داغ، رانیه، حلبچه، سه‌ید سادق، شهرزور، سرباژر و سلیمانیه.

## وضعیت اقتصادی
در این استان تعداد ۸۷ شرکت اقتصادی ایرانی فعالیت دارند.

## شهرستان‌ها و روستاها
نام روستاها به رسم‌الخط فارسی و به ترتیب الفبایی:
ناحیه سلیمانیه
آلیاوا، آوباره، باومرده، باوگیلدی، بکره‌جو، پیرکه، تپه‌رش، چالگه، چقژ، جوگهٔ گوره، جوگهٔ کاک احمد، جیشانه، داراغا، دارتوی مولانه، داودبلاخ، دروزنه، سورگا، سوتکه، شیخ وصال، فیال، قازان، قزلر، قلیاسانی خوارو، قمرتلی، قولقوله، قول‌رئیسی، قورخ و دوباش، کانی بردینه، کانی جنه، کانی سپی گل‌زرده، کانی گوران، کانی مندم، کلکن، کلوانان، کندکوه، کیله‌سپی، گل‌زرده، گوپته، لنجاوا، ملا داود، هزارمرد، هنارانی خوارو، هنارانی سرو
ناحیه بازیان
آلو بلاخ، آلی بزاو، آلی گوران، ابراهیم‌آوا، اسکندرآوا، باریکه، باڕویی بچوک، باڕویی گوره، برانان، بگ‌جانی، بی‌بی‌جک گوران، بی‌بی‌جک ویس، پالولان، ته‌په‌شوان‌کاره، چولمک، خاڵدان، خیوته، خوارمراد، دار کَلی، دربند سوتاو، درگه‌زین، رووف‌آوا، ساتیار، سلیمانه‌گرده، سرچاوه، شیخ‌مند، قوشقایه، قشلاق، کانی‌شایه، کانی‌شه‌یتان، کلاش‌کران، کوپه‌له، کویک، گاوانی، گومت‌که‌چ، گۆپتپه، گوڵم‌کوه، لاژیان، لطیف‌آوا، مورتکه، هاڵه / محمودی، هنجیره، هیاسی، ورمزیار
ناحیه تانجه‌رو (عربت)
بادره، باخچه، باریکه، برده‌کر، بستان‌سور، بوشین، بیستان‌سور، چناقچیان، چقلاوا، چهارطاق، خاک و خول، خراپه، خراجیان، داربه‌ڕوله، دربند فقرا، دمرکان، رازیانه، زرگوز، زرگوزله، ژاڵهٔ سرو و خوارو، سد و بیست، سماوات، شمه، شیخ‌عمر، شیخ ویس‌آوا، صوفی‌رزا و زیرنجو، قازاو، قرا توغان، قراقسره‌تی سرو و خوارو، قڕاڵی، کانی‌شاسوار، کدان، کله‌باخ، کمالانی سرو و خوارو، کولبی، گوزرقه، ناوگردان، نمه‌ل، نیسکه‌جو، هنجیره، هوانه، ویڵه‌که، ویلده‌ر، یخی‌مالی، یکمه
ناحیه چمچمال
بخش چمچمال
ابراهیم‌آغا، احمد لوند، باسره، باینجانی خوارو، باینجانی سرو، بنگرد، چالاو، دانه‌سوفی، زنان، ژاڵهٔ دربند، صوفی حسن، علی زنگنه، قله، کانی‌کوه، کنه‌کۆتر، گرگهٔ چاوسور، گرگهٔ شامار، گرگهٔ فتاح، گرگهٔ کاک عبدالله، محمودیه، ملاحسین، هکزای خوارو، هکزای سرو، همزه
بخش شورش
جافان، چراخه‌روته، چشمه‌بردین، دارتو، سعدون‌آوا، سوزگه، عثمان غزال، علی منصور، فیض‌آوا، فیض‌آوای سرچم، قاسم‌بگ‌زاده، قرخ، قدرتا، قرتامور، قه‌لاچوغهٔ خوارو، قه‌لاچوغهٔ سرو، کورداوی، گوشت‌قوت، موزفر، نورهٔ خوارو، نورهٔ سرو، پیریادی (چول)، گوربنه (چول)، طالبان، تپه‌دیه خوارو، تپه‌دیه‌دارقاضی (کن)، تپه‌دیه سرو
ناحیه سنگاو (Sengaw)
آوبه‌ورهٔ خوارو، آوبه‌ورهٔ سرو، آجری خوارو، آجری سرو، باجگه، باخ گرده‌له، بانی‌مورد، پنگلهٔ دوور، پنگلهٔ دووری تازه، پونگله، پنج‌انگشتی خوارو، پنج‌انگشتی سرو، تپه‌عاربی حاجی‌معروف، تپه‌عاربی نریمان، تپه‌سپی خوارو، تپه‌سپی سرو، تپه‌سوره، تیمار، چمشیر علیا، چمشیر سفلی، جنوکهٔ غیدان، جنوکهٔ قاضی‌شل، جنوکهٔ فتاح سرو، جنوکهٔ حمه‌طالب، حسن‌کنوشی خوارو، حسن‌کنوشی سرو، حمهٔ بارام، خدر خوارو، خدر سرو، خوئینی قلعهٔ باسره، خوئینی کووله، خوئینی آوله‌له‌که، خێلی آخه، داربرو، دروزنه، دلکه، دۆ بڕاو، دوور، دی رش، ده‌رزیله، درواره سرو، درویشانی بچوک، درویشانی گوره، دره‌واری خوارو، رباط، زالواو، زینانه، زله سوتاو، ژاڵهٔ بچوک، ژاڵهٔ گوره، ژاڵهٔ کرپچنه، سه‌رقه‌ڵا، سیوه‌ی، سه‌گوومتان، سێ‌ناچیان، شاحسین (چول)، شاحسین تازه، شیوه‌باز (چول)، شریف‌آوا (چول)، شله‌ای (چول)، عزت‌آوا، عینکهٔ حمه‌شاسوار، عینکهٔ سعیده‌رش، فاتکه (چول)، فقیه‌حاجی، قادرآوا (چول)، قادراوا، قلاگه، قلای شیخ‌رشید، کاریزه (چول)، کاریزهٔ دلو، کانی پیتش، کانی خاکی، کانی مامه، کرپچنه، کلابه‌رزه، کرمه‌جڵ، کلان، کله‌رشی بچوک، کله‌رشی حمه‌سلیمان، کله‌رشی سلیمان، کله‌رشی گوره، کووله، گۆمه‌زرد، گۆیژه، گه‌راو، گراوی حاجی‌شریف، گرچیا، مامران، میراویلی، میرئی حمه‌حسین، میرئی حوزوار، مسوی بچوک، مسوی برگچ، مسوی رحیم، مملحهٔ خوینی، مملحهٔ خوینی گوم، همزه‌رومی، هێلانه‌قل، هزارکانی، هه‌شه‌زینی، هنارهٔ خوارو، هنارهٔ سرو، هنجیره (چول)
ناحیه تکیه
باوه‌فتی خوارو، باوه‌فتی سرو، تورکه، تشکه، تکیهٔ حمه‌بایز، تکیهٔ کاک‌مند (چول)، تکیهٔ کاکه‌عبدالله، چالگه، چولمه‌کی خوارو (چول)، چولمه‌کی سرو، حاجی‌آوا، خاڵدان، خوارمراد، رووف‌آوا، شوراآوا، شیخ‌ویس، فریق‌آوا، قشلاق، کانی‌بناو، کانی‌چنار، کانی‌سارد، کانی‌مصطفی، کوچک نخشینه (چول)، لک‌آوه، لک‌آوهٔ تازه (چول)، لک‌آوهٔ کن (چول)، مارووله، منظرآوا، هراوا
ناحیه آغجلر
آزادی، آوباره، اسکندر بگ، بلوکین، بولق‌میش، برد عازبان (چول)، پدر، تلیان، توت‌قل، تیژه، تق‌تق، تک‌باسان، توکل بچوک، توکل قسرکان، توکل گوره، جلمورد، چنارتو، چوخلیجه، چیاسوز، حیدربگ، خربنده‌لو، خرج‌حرج، دارقوته، دالاواروته، دالاواشیخ‌صالح، دالاواکردان، سوتکه، سرچنار، شورجه (چول)، شیخ‌پهلوان، شیخ‌محمد، شیخان سورقاوشان، شیخان شیخ‌بزینی، عسکر، قامیشه، قوچ‌الر، قدرتا، قوراوه، قوچه‌بلاخ (چول)، قصروک، قلعه‌جوغهٔ شیخ‌سلام، قلعه‌جوغهٔ شیخ‌کریم، کانی‌بۆگنه (چول)، کانی‌بی، کانی‌سپیلکه، کانی‌عربان، کانی‌گوهر، کانی‌هنجیری‌صالحوک، کانی‌هنجیری شیخ‌بزینی، کانی‌بی شیخ‌عبدالله (چول)، کوزه‌بوره، گردخبر، گلناغاجی بچوک، گلناغاجی گوره، گولم‌کوه (چول)، گوپ‌تپه، گه‌راو، گه‌زه‌لان، گه‌وره‌ده، ماملیسی، مایله، محمدخان، موردخواردی خوارو، موردخواردی سرو، موتلیجه
ناحیه قادرکرم
آلیاوا، آوای جلال / فرهادبگ، آوباریک، ابراهیم غلام، بنکه (چول)، بهرام‌بگ شیخ‌حمید، بکر باجلان، بهرام‌بگ (چول)، پاریاوله، تازه‌شهر، تپه‌سپی، تخته‌مینه (چول)، تخته‌مینای خوارو، تخته‌مینای سرو، چالاودوانه، چنگنی، چم سورخاو (چول)، خدر ریحان، داربسره، دارتو، دارتوی زنگنه، ژاژ، صوفی رضا، شاوک، عزیزبگ (چول)، علی مصطفی، قایتوانی بچوک، قایتوانی گوره، قیرچه، قره‌چوار، قشقه، قلعه میکائیلی بچوک، قلعه میکائیلی گوره، قیتول، کانی‌قادر شیخ سعدون، کانی‌قادر شیخ محمد فاضل، کانی‌قادر شیخ مجید، کوره (چول)، کوروموری بچوک، کوروموری گوره، کوشکی خوارو، کوشکی شیخ محی‌الدین (کوشکی سرو)، کوشکی ناوراست، کریم‌بسام (چول)، گل‌باخی خوارو، گل‌باخی سرو، گولمه، گه‌راوی، لک هدایت، مامیسک، مشکی‌پان، نوروز، هَرینه، وستا خدر، یۆله
ناحیه تکیهٔ جباری
بانگول، پوزل، تاویری برز، جانی، حه‌مک، داوول، زرده، زوج، سوران، شیخ محمد (چول)، قوچلی، قلعه‌ویژ (چول)، کانی‌بایز، گوله‌بان، گوران جباری، موردانه، محمود پریزه، هنارهٔ محمد سعید، هنارهٔ محمد شریف، هنارهٔ محمد امین
ناحیه دربندیخان
بخش دربندیخان
احمد برنده، بانی بولان، بانی خیلان، بشی علی، بیرکه، بیماروک، پشت قلعه، پونگله، تازه‌دێی حاجی حسن، تولبی، توپخانه، چناره، چمه‌رش، حسنه‌کاره، دره‌دوین، دلفی خوارو (چول)، دلفی سرو، دنگوره، دولی ناوحد، دی‌سوتک (چول)، زارین، زمناکو، سرشاتهٔ خوارو، سرشاتهٔ سرو، سیداره، شمیریان احمدبگ، عازبان، قاشتی، کاریزه، کانی‌سارد (چول)، کانی‌ژنان (چول)، کوکوی شمیریان، کانی‌کوه، کرکوله، گه‌راو، گلانی حاجی فرج، لالی خان حمه‌فرج، لالی خان عبدالقادر، لاوه‌ران (چول)، ملاکوه (چول)، مورتکه، وازۆل، ولوهر، ورمن
بخش باوه‌خوشین
امام‌قادر، باوه‌خوشین (چول)، چمرگه، دیوانه، فقیه‌جنه، کانی‌حیران (مچه‌کویر)، گلانی حاجی کاک اوولا، گلانی حمه محمود، گلانی وستاکان، ناوتاق، نجونی
ناحیه دوکان
بخش دوکان
تلان، توپزاوه، جوبلاخ، دوله‌مازله، رکآوا، سارتکه، سرمورد، سورقاوشان، قلعه‌م پاشا، قمچوغه، کلکه سماق
بخش سورداش
روستاها به ترتیب الفبایی:
بیران، پیداره، تیمار، جاسنه، چالاوا، خوردلوک، دره‌نار، دولکان، کله‌باشی گوره، زرزری، سردی بچوک، سردی گوره، سه‌کانیان، سه‌کانیانی شیخ‌باغ، شه‌ده‌له، شیخ‌باغ، شیخ زین‌العابدین، عیسی‌بگی، قره‌نگوز، قمرغان، کانی‌شوک، کانی‌هنجیر، گۆزله، گێچینه، مولان، میرگپان، هه‌ڵه‌دن، هۆمر قئوم، یاخسه‌مر
ناحیه پیره‌مگرون (Pîremegrun)
روستاها به ترتیب الفبایی:
آخ و حسن‌تپه، آوالان، باوه‌مندان، بایرانی کانی‌قاز، پیسکه‌ندی، تَرَماره، چَرمه‌گا و گرژه، حاجیتان، داربه‌روله، زایر، زێوێ، سابراوا و چالاگ، سوسێ، شورناخ، شیله‌خان، عه‌واڵان، قازان، قای‌کند، قره‌چتان، قوچ‌بلاخ، کانی‌چنار، کانی‌میران، کانی‌هنجیری عه‌واڵان، کله‌باشی قادر بگ، کله‌شێره، کوکه، گرده‌بور، گبه، گرگه‌در، گولیجه، موغاغ، یاران‌بگی، یالانقوز
ناحیه خَلَکان
باداوان، باقلان، شاروقامیشه، شیخ حاجی، شیخ منصوریان، فریزله، قامیشه، قلات، کانی‌شیریان، کانی‌مازو، کانی‌وتمان
ناحیه خِدران
احمدآوا، اسکۆلان (چول)، باسره، بنگردان، پیسپیان (چول)، توه‌رش، توربه، چناران، درمان‌آوا، شوشکه، شیوه‌ئاشان، عالقهٔ خوارو (چول)، عالقهٔ سرو، کانی‌بناو، کانی‌اسپان، کڵه‌میوه (چول)، کورداوا، کلکان، گرده‌سوران، میرزارستم بچوک (چول)، میرزارستم گوره، میۆژه، هنجیروک
ناحیه بنگرد
آوه‌ژه، بناویله، برده‌شانی خوارو، برده‌شانی سرو، برده‌کۆز، بی‌خرێ، بی‌موشه، بیگمه، بیوه‌که، پاشکش، پلگۆ، تنگژه، چنارنه، خانه‌له، خورخوره، خوشاو، دوله‌بی، دوله‌گوم، دیلژه، سرتنگ، سرچیا، سرسیان، صوفیان، سێده‌ر، سیروان، سیناچیان، سیوکان، شارستێن، قه‌ره‌ته‌په، کانی‌تو، کانی‌شینکه، کانی‌هنجیر، کله‌کان، کنه‌ماره، کویرکانی، کیله‌سپی، گرمه‌کان، گومه‌زه‌ڵ، لبانه، لۆته‌ر، مرگه، ملاسفا، محمدآوا، ناوده‌شت، نۆڵچکه، نیزۆکه، هه‌لوه‌نه، هنجیره، هواره‌برزه، واتێ، ویسه، یاخیان
ناحیه کَلار
بخش کلار
برده‌سور، برده‌سوری محمدامین، برلوت، تازه‌دێ، تورکه، چال‌ڕه‍. ش، چال‌ڕه‌شی کن، چمه‌بسم‌الله، حسن‌محه، زماوه‌نگه، ژاڵهٔ سفر، سید خلیل درویش حسین، سید خلیل فقیه مصطفی، سید خلیل خلیفه، عیسایی، قاسم‌آغا، قله‌سوتاو، قره‌چێڵ، گوبان، گێژه‌کان، گرمک حاجی‌علی، مچه‌شل، نازئی بچوک، نازئی گوره
بخش رزگاری
احمدآوای روخزاری، احمدآوای شاتری، ژاڵان روبیتان، بنه‌برازی سرو، بوقه، بووه‌که، پیازه‌جار، په‌ڵه‌وشک، تورانی بابا رسول، تورانی شیخ سعید، تورانی شیخ سلام، تولبه، توه‌قوت، تیله‌کوی بچوک، تیله‌کوی گوره، تپه‌سوز، تایمانه، حاجی‌قازی، حسن‌امنه، حمه‌محمود، خاله‌بگ، خه‌ڵوه، دوخران، دومیلانی خوارو، دومیلانی سرو، دنگوره‌ان، زردی‌حمه، زردی‌خلیفه‌محمود، زردی‌قادر، زڕێن، ژاڵان روخزاری، سماق، سه‌خران، سه‌گردان (چول)، سرکلی خسره‌و، سرکلی عزیز، سرکلی مارف، سرناوه، سیدخدر، شوراوه، فرج‌ویسی، حمه‌رئوف، فرج‌ویسی‌رستم، فرج‌ویسی‌محمود، قبر ملا، قلعه‌قوچالی، قلعه‌ریویلهٔ خوارو، قلعه‌ریویلهٔ سرو، قلبزه، کانی‌چایلهٔ خوارو، کانی‌چایلهٔ سرو، کانی‌زرد، کانی‌کوه، کنه‌کۆتر، کیژۆک، گامه‌خل، گلال‌کوهٔ حاجی‌نامیق، گورمسقال، گوله‌جوی حمه‌جان، گۆمه‌زردی خوارو، گۆمه‌زردی سرو، گرمکی‌شاتری، ملاسور، میوه‌کهٔ خوارو، میوه‌کهٔ سرو، منصورالکان، ناوه، هزارکانی، هواره‌لاره (چول)، هواره‌برزه
ناحیه پێباز
آوه‌خوێری، اسحاو (چول)، بانی‌خان، باونور (چول)، پارێولهٔ بچوک، پارێولهٔ گوره، پێ‌ڕه‍. ش، درکهٔ خوارو، درکهٔ سرو، رازیان، رندی علی‌خان، رستم‌شامار، رواتی (چول)، زاوت، زنگه‌کی بچوک، زنگه‌کی گوره، ژاڵهٔ حاجی‌قادر، صوفی رحیم رضابگ، صوفی رحیمی علی، قادر (صوفی‌ون)، سیدمحمود، قورباق (چول)، قوله‌به‌رز، کلاوکه‌وی روخزایی، کوزه‌کۆل، کیله‌سپی، گلال‌کوهٔ حاجی‌محمد، گرمکه‌رش (چول)، هۆمره خه‌جانی علی‌حمین، هۆمره خه‌جانی‌والی، هواره‌رقه، ورێله، یارمه‌ند
ناحیه شیخ طویل
امام‌محمد، براوه‌گلا، بسکان، بێستانه، برده‌کنار، برگل، بکربایف، تازه‌دێی امام‌محمد، تالاوان، ترشاکهٔ خوارو، ترشاکهٔ سرو، تم‌تمه، تورکهٔ روبیتن، توره‌جار، تیله‌کوی‌قلنده، تپه‌گاڕوس، چال‌ڕه‌شی روخزایی، چرچقلعه، چیا چرمه‌ک، چمی‌شوراوه، دارۆنکه، زردلیکه، زینل، سی‌بیخان، شیخ‌ته‌ویل (چول)، عمر آغا جان علی‌حسین، قلعه‌ریویله، قلعه‌توپزان، قلعهٔ تپه‌گاڕوس، کانی‌گولی سرو، کردمیری بارام، کردمیری حاجی‌حمه‌امین، کردمیری حمه‌سلیمان، کردمیری قلوه‌ز و لقمان (چول)، کردمیری مارف‌سیداد، کردمیری فقیه‌حسین، کردمیری احمد، کوله‌کوه، کله‌شێرهٔ حمهٔ زۆراب، کله‌شێرهٔ خوارو، کله‌شێرهٔ سرو، گرده‌ڕه‍. ش، گوری‌اسب، مراوه